# Movida malagueña
La movida malagueña fue una etapa de creación e innovación artística, musical y cultural que se desarrolló en la Costa del Sol y que tuvo como centro la localidad de Torremolinos (barriada de la capital malagueña por entonces) durante los años ochenta (época también llamada la edad de oro del pop español, que se simultaneó con la movida madrileña, manchega, viguesa) tras la caída de la dictadura franquista.

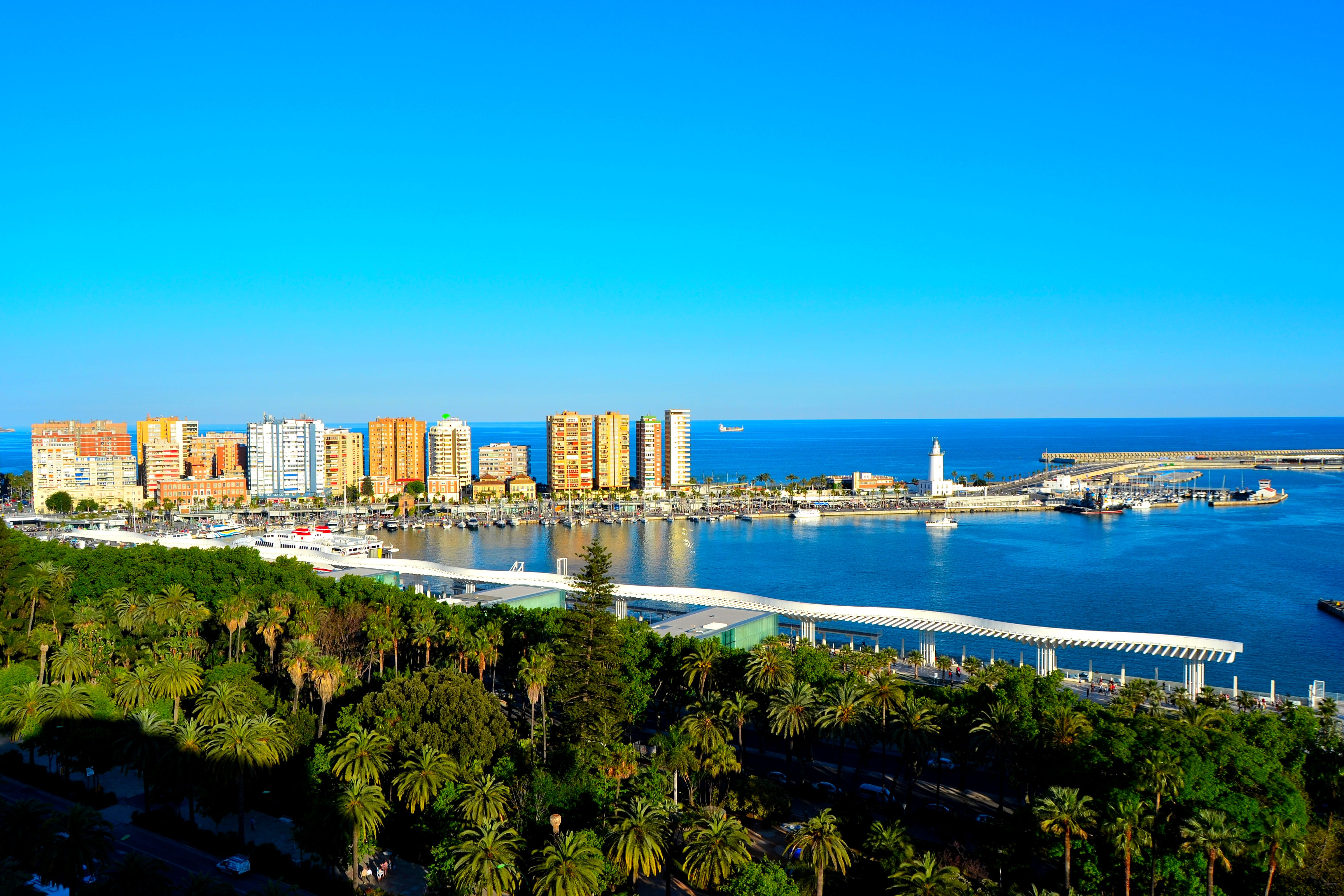
La Costa del Sol, protagonista en el nacimiento del movimiento contracultural malagueño, que se desarrollaría simultáneamente con el resto de movimientos españoles.

Fue, por un lado, un movimiento musical, asociado a la llamada marcha nocturna y a la creación de las grandes discotecas en la Costa del Sol, que se hacían eco de las nuevas tendencias que se extendían de costa a costa, como contrarreacción a la música más tradicional. Pero por otro lado fue un movimiento cultural, innovador y vanguardista, que favoreció el resurgimiento de las artistas plásticas (pintura, escultura, diseño, escritura).

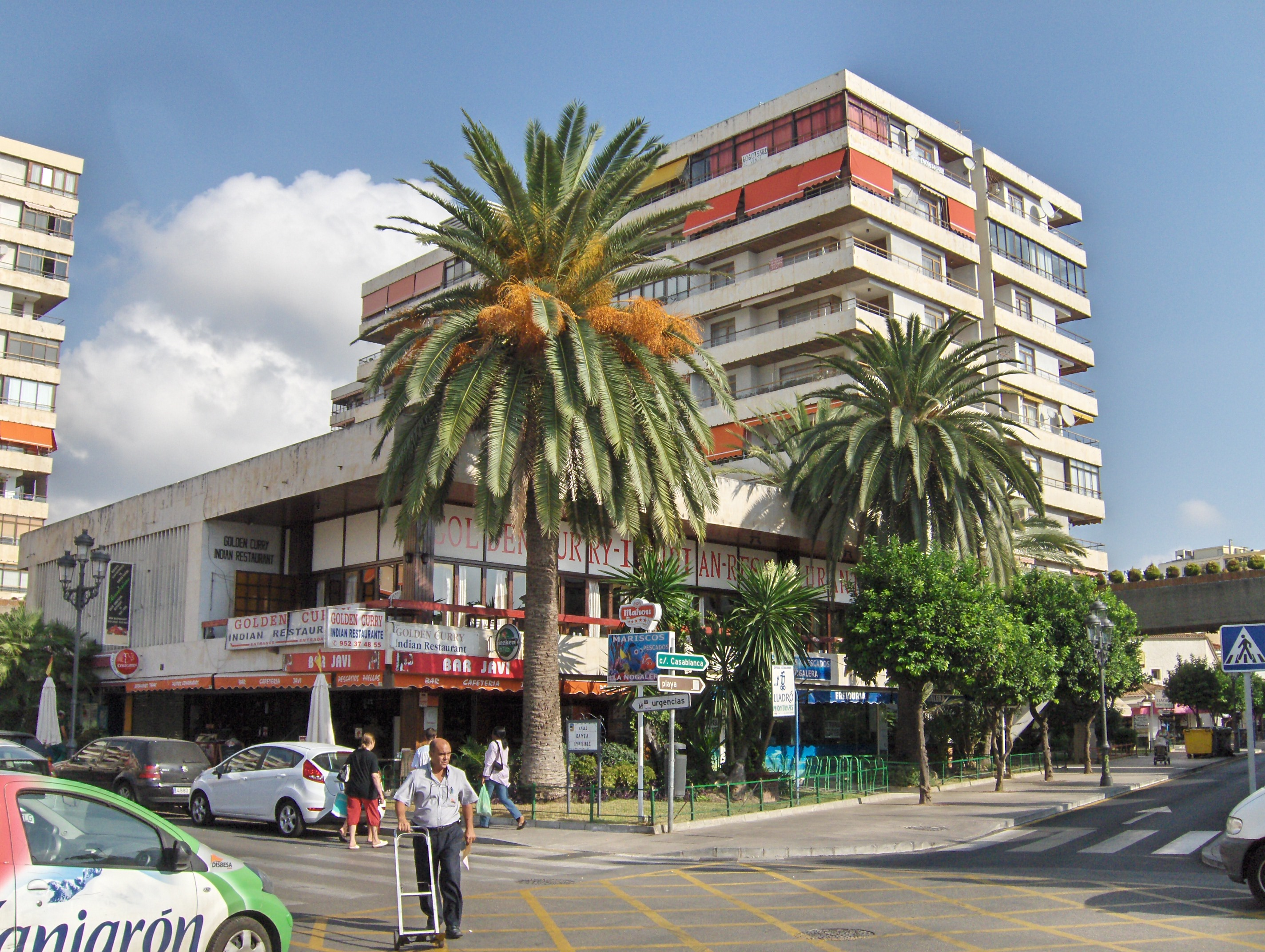
La Nogalera, Torremolinos, Málaga, foco del movimiento gay del sur de España desde los años 60.

Esta revolución cultural se vio impulsada por la ampliación de las libertades con la entrada de la democracia, la despenalización de la homosexualidad, que tuvo un gran efecto en la barriada de Torremolinos (centro del movimiento gay en el sur de España desde los años 60), la venta de anticonceptivos, el nacimiento del feminismo y el turismo extranjero proveniente de los países del norte de Europa más avanzados culturamente que favorecieron el cambio de mentalidad en la sociedad española desde los años 60. Todo ello contribuyó al nacimiento de una nueva juventud desconocedora, libertina, de mentalidad abierta y alejada del pasado franquista.
Este movimiento nacería en un entorno de crisis económica y paro, motivado por la recesión y la incertidumbre política que causaba en una ciudad de izquierdas (gobernada por el PSOE desde las primeras elecciones municipales democráticas) la Transición española a la Democracia, que no acababa de verse clara ni suficientemente rápida por gran parte de la impaciente juventud.

## Antecedentes
Ya desde finales de los años 50, en la Costa del Sol, el nacimiento de Torremolinos como destino turístico de renombre internacional con la apertura de hoteles, salas de fiestas como Barbarela que fue la primera gran discoteca que se construyó en Málaga, El Papagayo, El Piyayo o El Jaleo y otros establecimientos turísticos, produjo un efecto produjo un efecto dominó, y así, a finales de los años 60 y principios de los 70, los municipios cercanos, como Benalmádena, Fuengirola, Marbella y Mijas, iniciaron igualmente un crecimiento turístico desmesurado. La década de los 60 supuso un cambio radical en el aspecto de los pequeños pueblos pesqueros. Se inauguran los paradores de Nerja y Málaga y, promovida por Ricardo Soriano Scholtz von Hermensdorff, Marqués de Ivanrey, y su sobrino Alfonso de Hohenlohe, Marbella se convierte en lugar de moda entre aristócratas y ricos.
En esta década, la necesidad de divisas consiguió que las autoridades nacional-católicas hicieran la vista gorda ante el lugar desinhibido y tolerante en el que se estaba transformando la Costa del Sol, con su centro en Torremolinos (por entonces barriada de Málaga) y ya hacia el 1962 abrió sus puertas el Toni's bar, primer bar gay de España en la localidad torremolinense. Poco después en el mismo municipio se abrirían otros como el Incógnito, el Fauno o el Düsseldorf, concentrados especialmente en el Pasaje Begoña. Pero el régimen sólo estaba dispuesto a tolerar hasta cierto punto y se realizaban redadas periódicas de homosexuales, consumidores de drogas y hippies, siendo especialmente notoria la llevada a cabo el 25 de junio de 1971, cuando la policía arrestó a un gran número de personas en el citado pasaje, tanto españoles como extranjeros, siendo estos expulsados del país y aquellos encerrados en prisión tras sufrir toda clase de vejaciones, este hecho puso a la industria turística durante el tardofranquismo.

## Historia

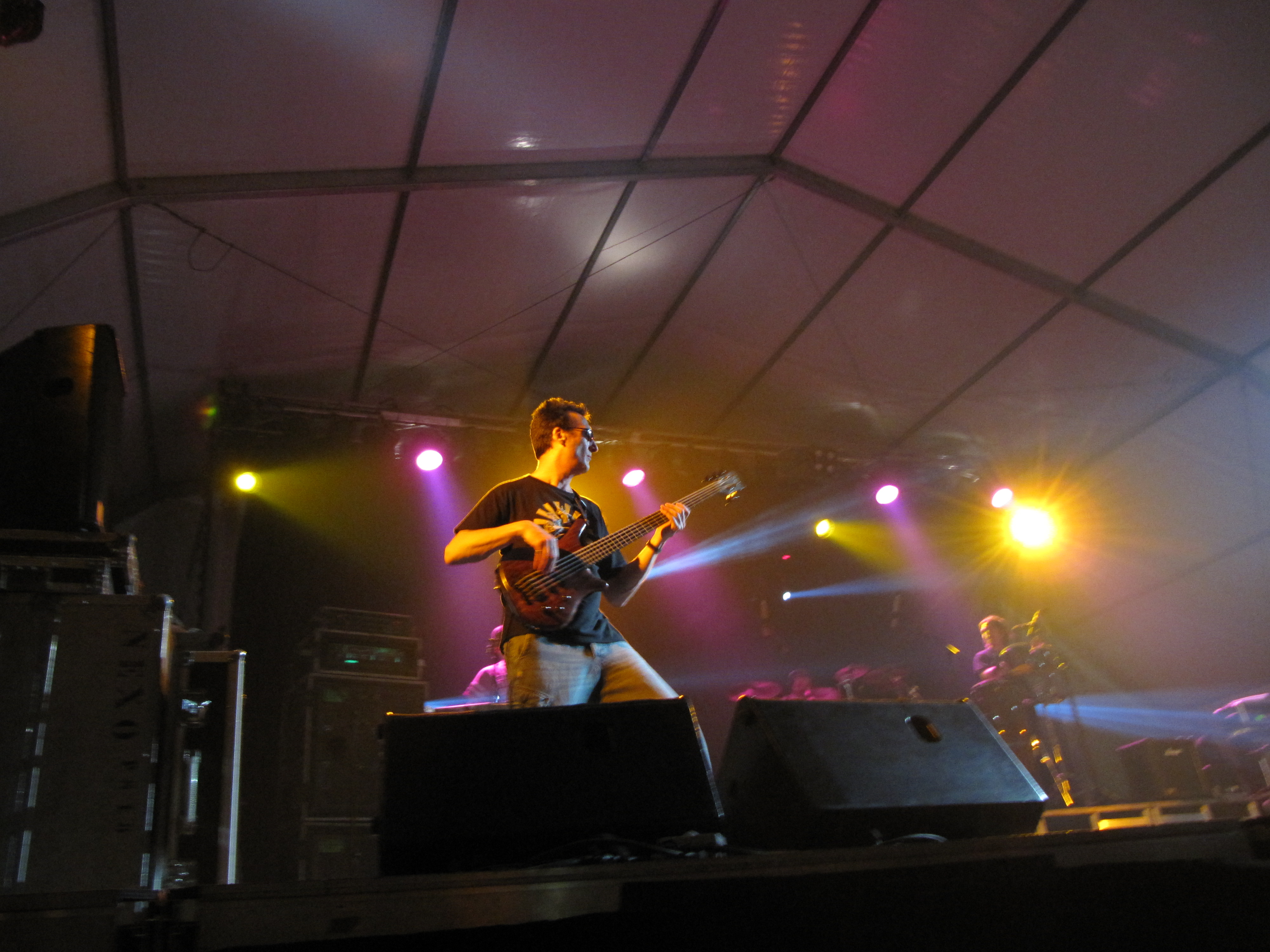
Danza Invisible, grupo surgido en la época de la movida, es originario de Torremolinos

Será tras la caída de la dictadura franquista, cuando en la Costa del Sol, se inicie una nueva oleada de la cultura pop impulsada por el contacto fluido que se mantenía con Londres. Los años de la movida, se viviran intensamente en la costa malagueña, especialmente en Torremolinos, donde discotecas míticas como Tiffany's, Joy o Piper's, en Benalmadena con Borsalino Palace o Kiu y la misma capital malagueña con Casablanca o SK, se hacían eco de la nueva ola que se extendía de costa a costa. Del pop-rock glamuroso y de corte británico de los primeros años, se pasaría a unos ritmos más cañeros de influencia americana. También surgieron grupos musicales como Cámara, Tabletom o Danza Invisible, que fue el que alcanzó mayor popularidad. En Torremolinos se editarían los primeros fanzines del país.
Como curiosidad, el por entonces, el director de Rock Espezial, Miguel Ángel Arena escribía lo siguiente: Málaga de momento parece ser la única ciudad española del aletargado sur español capaz de prepararnos algunas sorpresas en forma de grupo. Tan dinámica fue la capital de la Costal del Sol que los Mods malagueños organizaron la primera concentración mod española, en el año 1984. Además, todos se preguntaban por qué los grupos malagueños en vez de parecerse a Nacha Pop, a Kaka de Luxe y grupos por el estilo, emulaban a Simple Minds, Blondie o Joy Division. La razón es bien simple, en tierras malagueñas el componente inglés siempre ha sido muy fuerte.